# Logista
Logista eller officielt Compañía de Distribución Integral Logista Holdings S.A. er en spansk engroshandelsvirksomhed. Logista lever tobak, convenience, medicin og lotteriprodukter til over 200.000 salgssteder.